# Carolyn Grey
Carolyn Grey (* 6. Mai 1922 in Los Angeles, Kalifornien; † 23. Januar 2002 in Glendale, Kalifornien) war eine US-amerikanische Jazzsängerin, die in den 1940er-Jahren als Bandvokalistin bei Woody Herman and His Orchestra und bei Gene Krupa and His Orchestra erfolgreich war.

## Leben und Wirken
Carolyn Grey begann ihre Karriere als Sängerin an der Westküste der USA, wo sie sich in den frühen 1940er-Jahren als erfolgreiche Radio-Vokalistin etablierte. 1941 holte sie Woody Herman in sein Orchester, mit dem sie auf Tourneen ging und ab November 1941 eine Reihe von Titeln aufnahm, wie die Erstaufnahme des Songs „’Tis Autumn“ von Henry Nemo, mit Herman im Vokalduett (Decca 4095), ein Song, den später Ella Fitzgerald populär machen sollte. Mit Herman im Duo sang sie „You Can't Hold a Memory in You Arms“, außerdem nahm sie Nummern wie „If I Only Knew“ oder das Weihnachtslied „Jingle Bells“ auf. Im Sommer 1943 stieg sie plötzlich bei Woody Herman aus und unterbrach ihre Karriere, um im Oktober 1944 bei Sonny Dunham zu arbeiten (zu sehen in dem Musikfilm Jive Busters) und erneut auf Tourneen zu gehen.
1945 erhielt Grey Gelegenheit, erstmals unter eigenem Namen aufzunehmen; Anfang 1946 ersetzte sie bei Gene Krupa die erkrankte bisherige Sängerin Anita O’Day. Zu hören ist sie auf Schallplatten der Krupa-Bigband wie im Gesangsduo mit Buddy Stewart „Aren't You Kind of Glad We Did“, außerdem mit „Ain’t Nowhere“, „Bolero at the Savoy“, „Boogie Blues“, „Chiquita Banana“, „Gene’s Boogie“, „He’s Funny That Way“, „It’s a Good Day“, „Just the Other Day“, „(Otto Make That) Riff Staccato“, „Same Old Blues“, „Tea for Two“, „There Is No Breeze (to Cool the Flame of Love)“, „They Didn’t Believe Me“ oder „Yes, Yes, Honey (You’ve Got Me Eatin’ Right Out of Your Hand)“. Mit Gene Krupas Orchester trat sie auch in Musikfilmen auf wie Swingtime Video (1945), Cocktails and Oo-La-La (1946), The Drummer Man (1947), I Surrender Dear (1948) und Glamour Girl (1948), letztere beide unter der Regie von Arthur Dreifuss. Der Broadwaysong „Old Devil Moon“ wurde (neben der Fassung Margaret Whitings) vor allem mit der Grey/Krupa-Coverversion populär und ab den 50ern zu einem Jazzstandard.
Nach ihrer Heirat und der Geburt ihres ersten Kindes unterbrach Grey kurz ihre Karriere, nahm jedoch Anfang 1947 erneut Platten mit Gene Krupas Orchester auf. Nach einer weiteren Abwesenheit von der Musikszene versuchte sie 1953 ein Comeback, doch ohne viel Erfolg. Im Bereich des Jazz listet sie Tom Lord zwischen 1941 und 1947 bei insgesamt 31 Aufnahmesessions.

## Diskographische Hinweise
- Gene Krupa and His Orchestra: What's This 1946, Vol. 1 (Hep, ed. 1993)